# Wesselyniwka (Browary)
Wesselyniwka (ukrainisch Веселинівка; russisch Веселиновка Wesselinowka) ist ein Dorf in der ukrainischen Oblast Kiew mit etwa 1400 Einwohnern (2001).

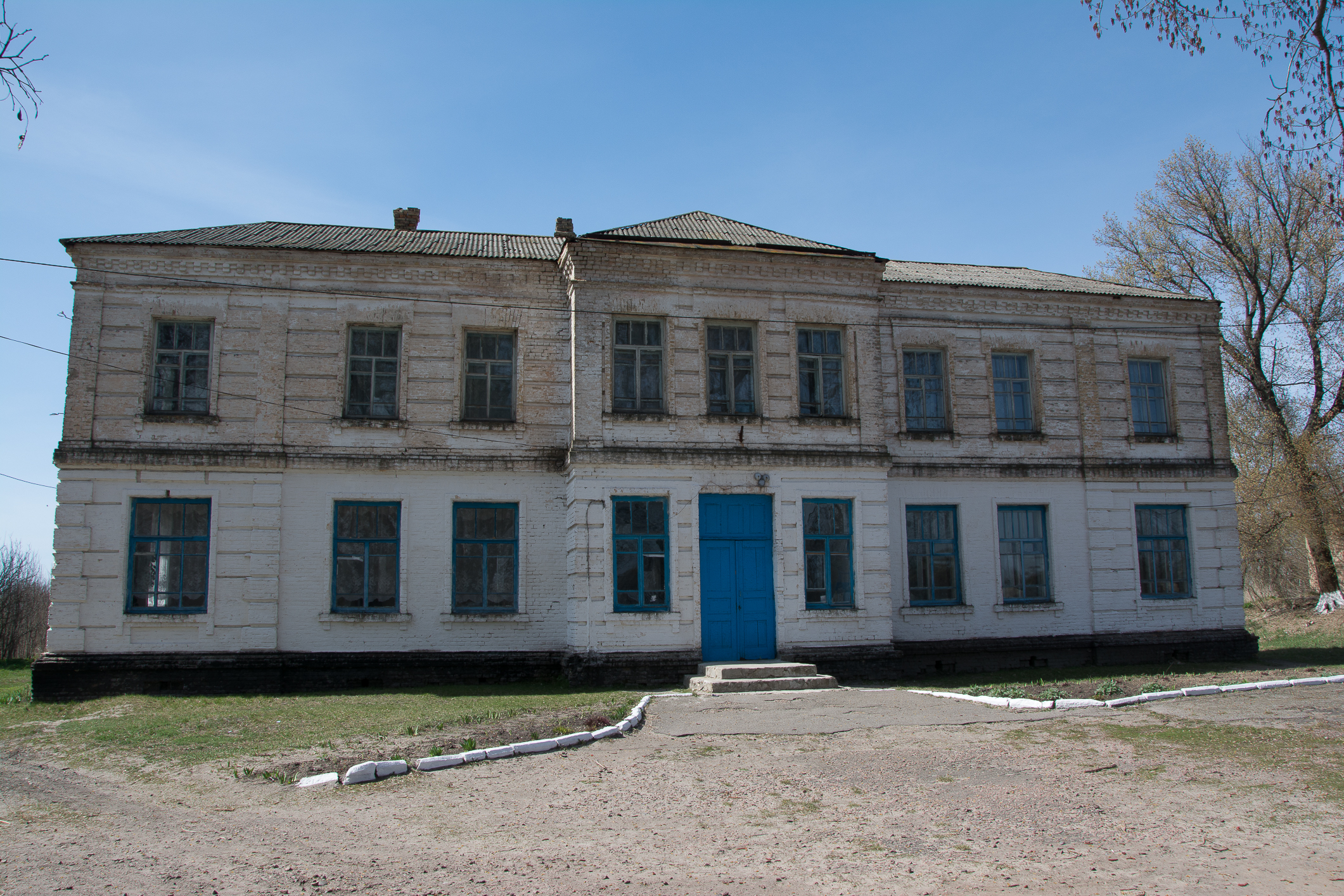
Haus in Wesselyniwka

Das Dorf liegt am Ufer der Iltyzja (Ільтиця), einem 26 km langen Nebenfluss des Trubisch und an der Territorialstraße T–10–25.
Das ehemalige Rajonzentrum Baryschiwka befindet sich 20 km nördlich und die Hauptstadt Kiew liegt etwa 70 km nordwestlich von Wesselyniwka.
Am 12. Juni 2020 wurde das Dorf ein Teil der neugegründeten Siedlungsgemeinde Baryschiwka, bis dahin bildete es die gleichnamige Landratsgemeinde Wesselyniwka (Веселинівська сільська рада/Wesselyniska silska rada) im Süden des Rajons Baryschiwka.
Am 17. Juli 2020 kam es im Zuge einer großen Rajonsreform zum Anschluss des Rajonsgebietes an den Rajon Browary.

## Persönlichkeiten
Im Dorf kam am 15. Oktober 1883 die Künstlerin der dekorativen Malerei Hanna Sobatschko-Schostak († 1965) zur Welt.